# Shalosh Regalim

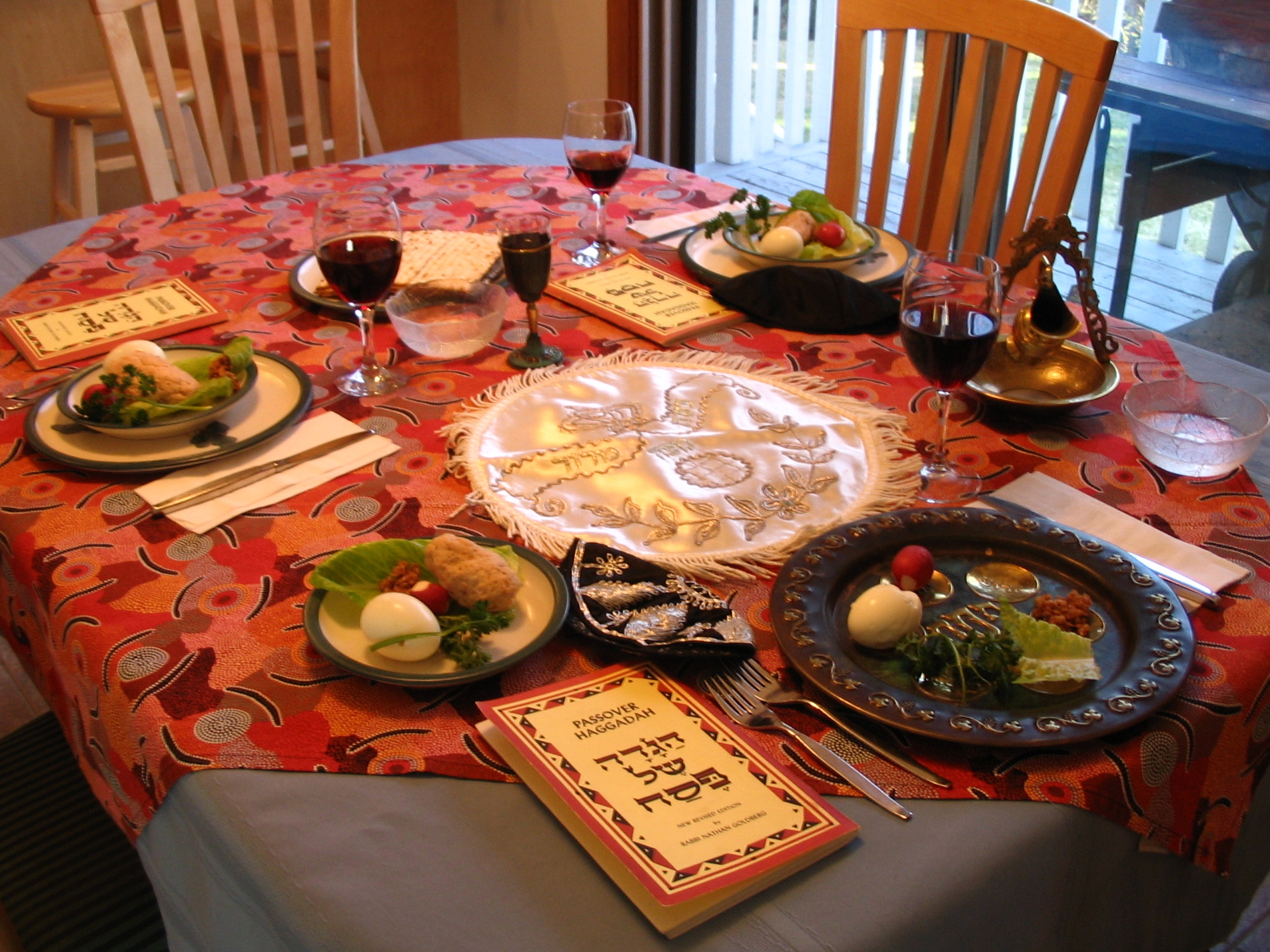
Mesa servida para la celebración del tradicional séder familiar de Pésaj.

Shelóshet Haregalim (en hebreo, שְׁלֹשֶׁת הַרְגָלִים, "Los tres peregrinajes") es el nombre dado a las tres festividades judías de Pésaj, Shavuot y Sucot, durante las cuales el pueblo judío acostumbraba a peregrinar al Templo de Jerusalén y ofrecer ofrendas.
En hebreo, la palabra utilizada para designar a estas tres festividades es jag (hebreo, חָג, "fiesta", y también "movimiento circular"), lo que hace referencia a la costumbre de moverse en círculos alrededor de un objeto, haciendo referencia al tiempo del peregrinaje hebreo en círculos por 40 años en el desierto. Las tres festividades son prescritas por el texto bíblico, y están fuertemente ligadas a los cambios de estaciones y a la vida agrícola.
Las festividades comprendidas en esta categoría son:
- Pésaj - La Pascua judía,
- Shavuot - La festividad de las Semanas, o de Pentecostés,
- y Sucot - La fiesta de las Cabañas o de los Tabernáculos.

## Korbanot y ofrendas
Durante las peregrinaciones, los judíos trajeron ofrendas a los cohanim y los levitas, el Pentateuco está escrito como testigo; de las ofrendas de animales puros y luego sacrificados ritualmente a las ofrendas minerales, o sal, hasta las libaciones de vino e incluso con rociado de agua en el altar, por ejemplo, en el festival de Sucot. A veces las ofertas se hacían con dinero. De esta manera, por lo tanto, se confirma que Dios es el creador de todo el mundo, según la Cábala más tarde representado plenamente por el Templo de Jerusalén.